# John Carter (film)
John Carter is een Amerikaanse sciencefictionfilm uit 2012 geregisseerd door Andrew Stanton. De film is gebaseerd op de Barsoom-reeks en dan met name het boek A Princess of Mars uit 1912 van auteur Edgar Rice Burroughs. De première van de film viel samen met het 100-jarig bestaan van die reeks.
De film is het live-actiondebuut van regisseur-scenarioschrijver Andrew Stanton, die eerder meewerkte aan de Pixar-films Finding Nemo (2003) en WALL•E (2008). De hoofdrol wordt gespeeld door Taylor Kitsch.

## Verhaallijn
De film begint met een korte introductie waarin vermeld wordt dat Mars een stervende planeet is met nog een beperkt aantal levensvormen die al 1000 jaar met elkaar in oorlog zijn. Vooral tussen de steden Helium en Zodanga is een grote oorlog gaande. Deze oorlog wordt in het geheim aangestuurd door de Witte Martianen, de Therns genaamd. Ze geven Sab Than, een invloedrijke rode Martiaan uit Zodanga, een nieuw wapen waarmee hij Helium makkelijk op de knieën kan dwingen. Dit wapen wordt aangedreven door een blauwe energie die op Barsoom bekendstaat als "de negende straal".
In 1881 komt John Carter, een excentrieke schrijver/avonturier en veteraan uit de Amerikaanse Burgeroorlog te overlijden. In zijn testament laat hij instructies na dat hij begraven wil worden in een open kist, die moet worden opgeborgen in een mausoleum dat alleen van binnenuit geopend kan worden. Zijn neef Edgar "Ned" Rice Burroughs krijgt zijn ooms dagboek van diens notaris, en hoopt dat het meer zal onthullen over Carters vreemde gedrag van de laatste jaren.
De rest van de film is een flashback. In 1868 belandt Carter tijdens het goudzoeken in een conflict tussen indianen en de cavalerie. Hij verschuilt zich in een grot, waar hij plots oog in oog staat met een witte Martiaan. Hij doodt hem en pakt diens medaillon af, wat hem naar Mars (door de Martianen Barsoom genoemd) brengt. Op Mars ontdekt Carter al snel dat hij door de lagere zwaartekracht en zijn relatief sterke lichaam over bovenmenselijke vaardigheden beschikt. Hij wordt echter al snel gevangen door de groene Martiaanse Tharks op bevel van diens leider, Tars Tarkas.
Ondertussen wordt Helium steeds meer in het nauw gedreven door Zodanga. Sab Than biedt Helium een laatste kans; hij zal de stad sparen als hij mag trouwen met Dejah Thoris, de prinses van de stad Helium. Dejah is hier echter niet van gediend en vlucht. Vlak bij het kamp van de Tharks komt het tot een conflict tussen de schepen van Helium en Zodanga. John Carter is getuige van de veldslag en grijpt in. Hij redt hierbij Dejah Thoris. Na de veldslag vertelt Dejah Thoris Carter meer over de Therns en hun religie. Ze bezoeken samen met Tarka’s dochter Sola de lokale tempel van Issus om meer inzicht te krijgen in de geschiedenis van de Therns. De Tharks beschouwen dit echter als heiligschennis en veroordelen het drietal ter dood, maar dankzij Thars Tarkas kunnen ze tijdig ontsnappen. De drie gaan vervolgens op zoek naar een manier om Carter thuis te krijgen. Ze ontdekken meer over de manier waarop Therns van planeet naar planeet teleporteren. Ze worden aangevallen door de Thernleider Matai Shang en zijn handlangers. In een gevecht doodt Carter het grootste deel van hen, maar hij wordt uiteindelijk gevangen door soldaten van Helium en samen met Dejah terug naar de stad gebracht. Sola ontsnapt.
Dejah stemt met tegenzin toe met het huwelijk en geeft Carter het medaillon om terug te keren naar de Aarde. Carter besluit echter te blijven. Hij ontdekt tot zijn schok dat de Therns van plan zijn om Dejah Thoris na haar huwelijk te vermoorden omdat ze zelf ook op het punt stond het geheim van de negende straal te ontdekken, wat hun plannen ernstig kan verstoren. Carter keert terug naar de Tharks met het plan ze om hulp te vragen, maar bij zijn terugkeer blijkt Thars Tarkas te zijn afgezet als leider. Tarkas en Carter worden beide veroordeeld tot de arena, waar ze moeten vechten met twee gigantische Martiaanse apen. Carter weet de beesten te doden en via het duelrecht tevens het leiderschap over de Tharks te verkrijgen. Samen met hen valt hij het leger van Zodanga aan, doodt Sab Than, en redt Helium. Vervolgens trouwt hij zelf met Dejah. Samen worden ze de heersers over Helium en beëindigen de oorlog. Carter wil de rest van zijn leven op Mars doorbrengen, maar om te voorkomen dat hij hun plannen nog verder verstoort, stuurt de Thern Shang hem tegen zijn wil toch terug.
Het dagboek eindigt met de boodschap dat Carter na zijn terugkeer nog 10 jaar lang gezocht heeft naar een nieuw medaillon, daar hij wist dat de Therns ook op aarde aanwezig zijn. Wanneer Ned het mausoleum bezoekt, vindt hij geen lichaam. Hij wordt aangevallen door een Thern, maar Carter duikt opeens op en doodt de aanvaller. Het blijkt dat hij zijn dood slechts in scène had gezet in de hoop een Thern naar zijn graf te lokken. Nu dat gelukt is, gebruikt Carter het medaillon van de pas gedode Thern om terug naar Barsoom te gaan.

## Rolverdeling
| Acteur              | Personage            |
| ------------------- | -------------------- |
| Taylor Kitsch       | John Carter          |
| Bryan Cranston      | Powell               |
| Mark Strong         | Matai Shang          |
| Ciarán Hinds        | Tardos Mors          |
| Thomas Haden Church | Tal Hajus            |
| Dominic West        | Sab Than             |
| Willem Dafoe        | Tars Tarkas          |
| Lynn Collins        | Dejah Thoris         |
| Daryl Sabara        | Edgar Rice Burroughs |
| James Purefoy       | Kantos Kahn          |
| Polly Walker        | Sarkoja              |
| Samantha Morton     | Sola                 |
| Don Stark           | Dix                  |

## Achtergrond

### Oudere projecten
Het idee om de Barsoom-reeks te verfilmen ontstond reeds in 1931, toen Bob Clampett (vooral bekend van de Looney Tunes-reeks) Edgar Rice Burroughs benaderde met het voorstel om een animatiefilm te maken gebaseerd op A Princess of Mars. Burroughs was geïnteresseerd, vooral omdat een live-actionfilm te veel voeten in de aarde zou hebben. De eerste beelden voor de potentiële film waren in 1936 klaar, maar werden met negatieve reacties ontvangen door het testpubliek. Uiteindelijk werd het project afgeblazen.
In de jaren 50 toonde Ray Harryhausen interesse in een verfilming van de Barsoom-reeks. Hij had reeds ervaring met stop-motion en wilde dan ook een live-actionfilm maken. Ook dit project kwam niet van de grond.
In de jaren 80 kochten Mario Kassar en Andrew G. Vajna de filmrechten op de reeks voor Walt Disney Pictures, met het plan mee te liften op het succes van Star Wars en Conan the Barbarian. John McTiernan werd benaderd voor de regie en Tom Cruise voor de hoofdrol. John McTiernan zou het scenario schrijven, maar realiseerde zich al snel dat visuele effecten zoals men die toen kon vervaardigen nog onvoldoende waren om Burrough’s beeld van Barsoom realistisch weer te geven. Het project werd afgeblazen, maar de rechten bleven wel bij Disney.
James Jacks wilde de reeks graag verfilmen na het lezen van de autobiografie van Harry Knowles. Hij spoorde Paramount Pictures aan om de productie te verzorgen. Ook Columbia Pictures aasde op de filmrechten van de Barsoom-reeks, maar uiteindelijk gingen deze toch naar Paramount. In 2004 tekende Robert Rodriguez voor de regie. Opnames moesten beginnen in 2005. Rodriguez werd echter van het project gehaald toen hij zijn ontslag nam van de Directors Guild of America. Kerry Conran werd benaderd als vervanger, maar ook hij vertrok om onbekende redenen. Jon Favreau volgde hem op. Samen met scenarist Mark Fergus schreef hij een scenario dat zo trouw mogelijk bleef aan de originele reeks. Het project liep echter vertraging op en in augustus 2006 besloot Paramount de filmrechten niet te verlengen. Favreau en Fergus tekenden nadien allebei voor Marvel’s Iron Man.

### Ontwikkeling
Nadat Paramount’s poging om de film te maken mislukte, benaderde Andrew Stanton Disney met het verzoek de filmrechten opnieuw te kopen en het nogmaals te proberen, met hemzelf als regisseur. Hij zag de film zelf als een "Indiana Jones op Mars." Bij Disney was men eerst sceptisch daar Stanton alleen ervaring had met animatiefilms, en hij bovendien de film wilde maken zonder bekende acteurs. Tevens vond men het scenario te complex. Maar daar Stanton bij de films WALL•E en Finding Nemo met dezelfde problemen te maken had en die films desondanks kassuccessen werden. Uiteindelijk kreeg het project groen licht.
In april 2009 maakte auteur Michael Chabon bekend ingehuurd te zijn om het scenario te schrijven. Stanton bezocht het Edgar Rice Burroughs, Inc. in Tarzana, Los Angeles, om onderzoek te doen voor de film. De film droeg de werktitel John Carter of Mars, maar Stanton besloot om "of Mars" te laten vallen zodat de film een groter publiek zou aanspreken.

### Opnames
De vooropnames vonden plaats in januari 2010 in de Longcross Studios, Londen, en Utah in juli 2010. Filmlocaties in Utah waren Lake Powell en de counties Grand, Wayne, en Kane. Een maand lange heropname vond plaats in Playa Vista, Los Angeles. Stanton ontkende claims dat hij het budget zou hebben overschreden. Wel gaf hij toe veel scènes meerdere malen te hebben opgenomen.
Stanton vroeg vaak mensen die hij kende van zijn projecten voor Pixar om advies, in plaats van mensen die ervaring hadden met live-action. Hij verwierp ook veel van de voorgestelde marketingstrategieën om de film te promoten.

### Filmmuziek
In februari 2010 maakte Michael Giacchino bekend de filmmuziek te zullen componeren.
Het muziekalbum van de film werd op 6 maart 2012 uitgebracht door Walt Disney Records, en bevat de volgende nummers:
| 1.                   | A Thern for the Worse                        | 7:38 |
| 2.                   | Get Carter                                   | 4:25 |
| 3.                   | Gravity of the Situation                     | 1:20 |
| 4.                   | Thark Side of Barsoom                        | 2:55 |
| 5.                   | Sab Than Pursues the Princess                | 5:33 |
| 6.                   | The Temple of Issus                          | 3:24 |
| 7.                   | Zodanga Happened                             | 4:01 |
| 8.                   | The Blue Light Special                       | 4:11 |
| 9.                   | Carter They Come, Carter They Fall           | 3:55 |
| 10.                  | A Change of Heart                            | 3:04 |
| 11.                  | A Thern Warning                              | 4:04 |
| 12.                  | The Second Biggest Apes I've Seen This Month | 2:35 |
| 13.                  | The Right of Challenge                       | 2:22 |
| 14.                  | The Prize Is Barsoom                         | 4:29 |
| 15.                  | The Fight for Helium                         | 4:22 |
| 16.                  | Not Quite Finished                           | 2:06 |
| 17.                  | Thernabout                                   | 1:18 |
| 18.                  | Ten Bitter Years                             | 3:12 |
| 19.                  | John Carter of Mars                          | 8:53 |
| Totale duur: 1:13:56 |                                              |      |

### Uitgave en ontvangst
De premièredatum voor de film stond gepland voor 8 juni 2012, maar Disney vervroegde dit naar 9 maart. De trailer van de film werd op 30 november 2011 voor het eerst vertoond tijdens de Super Bowl.
Een week voor de première hief Disney het embargo op het digitaal verspreiden van recensies op. John Carter kreeg gemengde reacties van critici. In april 2012 gaf op Rotten Tomatoes 51% van de recensenten de film een goede beoordeling. Op Metacritic is dit 53%. Roger Ebert gaf de film 2,5 uit 4 sterren.
Wereldwijd heeft de film tot dusver $ 255.744.000 opgebracht. In Noord-Amerika kwam de film op vrijdag 9 maart op de eerste plaats binnen en bracht $ 9,8 miljoen op.

### Vervolg
Er waren plannen voor een tweede film geproduceerd door Jim Morris en Lindsey Collins gebaseerd op het boek The Gods of Mars. Vanwege een tegenvallende omzet van de eerste film is een vervolg echter geannuleerd.